# Тесс із роду д'Ербервіллів
«Тесс із ро́ду д'Е́рбервілів: чи́ста жі́нка, правди́во зобра́жена» (англ. Tess of the d'Urbervilles: A Pure Woman Faithfully Presented) — роман Томаса Гарді, вперше опублікований 1891 року. Спочатку з'явився в сильно цензурованій і серіалізованій версії, опублікованій британською ілюстрованою газетою The Graphic. Нині вважається класикою англійської літератури, хоча свого часу отримав суперечливі відгуки, шокувавши читачів Вікторіанської епохи. Початковий рукопис нині виставлено в Британській бібліотеці і можна побачити, що спочатку він мав назву «Дочка д'Ербервіллів». 2006 року роман включено до списку The Big Read, заснованого на опитуванні, проведеному BBC, де він посів 26-е місце.
Епіграфом до твору є слова В. Шекспіра: «…Бідне зганьблене ім'я! Серце моє, як ложе, прихистить тебе» (Переклад Ірини Стешенко).

## Сюжет

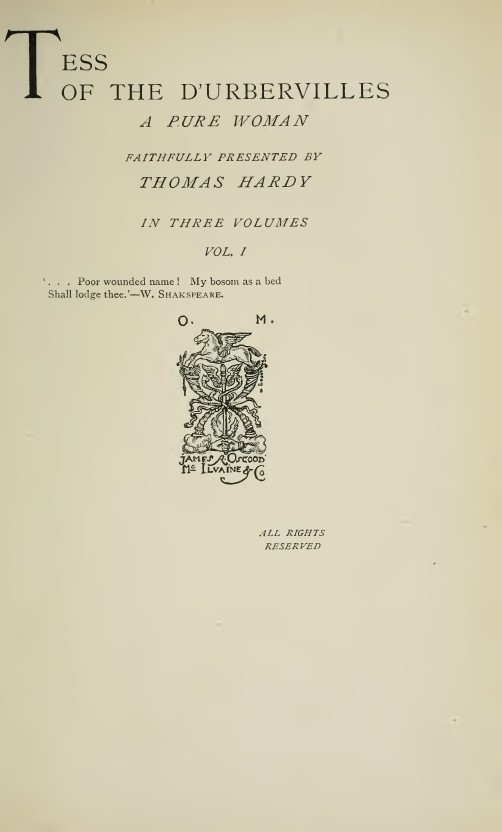
Tess d'Urbervilles

Дія роману відбувається в англійській провінції другої половини ХІХ століття. За сюжетом у долині Блекмор у селі Марлотт мешкає родина Дарбейфілдів. Одного разу глава сімейства, Джон, випадково дізнається, що їхня сім'я це все, що залишилося від стародавньої лицарської родини д'Ербервілл, яка веде свій рід від сера Пегана д'Ербервілля, «що приїхав з Нормандії з Вільгельмом Завойовником». Внаслідок цього Джон закидає роботу і проводить більшість часу в місцевих шинках.
Опорою сім'ї стає Тесс Дарбейфілд, старша дочка Джона. Ця молода, ніжна, красива дівчина змушена звалити на свої плечі тягар тяжких турбот про своїх рідних, і коли їхній напідпитку батько був не в змозі рано вранці везти на ярмарок вулики, Тесс зі своїм молодшим братом самі вирушають у дорогу, проте внаслідок нещасного випадку на дорозі їхній кінь гине. Сім'я опиняється на межі злиднів, оскільки кінь був їхнім годувальником. Тесс звинувачує себе у всьому і вирішує хоч якось допомогти батькам. Джоан Дарбейфілд, мати Тесс дізнається, що неподалік їхнього села живе багата місіс д'Ербервілль. Джоан вирішує, що ця дама їхня родичка, і хоче відправити до неї Тесс, щоб остання розповіла про їхню спорідненість і попросила допомоги.
Тесс погоджується і вирушає до місіс д'Ербервілль, але в маєтку вона зустрічає не господиню, а її сина Алека. Молодий чоловік звертає увагу на красу Тесс, починає до неї залицятися і, вислухавши її історію, обіцяє, що допоможе їй знайти роботу.
Тесс їде і навіть не здогадується, що Алек не хто інший, як самозванець, покійний батько якого приєднав до свого прізвища Сток більш аристократичне д'Ербервілль.
Алек доручає Тесс роботу в пташнику біля маєтку його матері. Він спочатку залицяється до Тесс, а потім, змінюючи тактику, намагається домогтися довіри з її боку і стати її другом. Поступово дівчина перестає цуратися свого «родича» і між ними встановлюються дружні стосунки. Однак сам Алек має інші цілі та ґвалтує Тесс.
За кілька місяців дівчина повертається додому і розповідає матері про своє лихо, проте Джоан незабаром заспокоюється, вважаючи, що Тесс не перша і не остання, з ким колись траплялося або трапиться таке нещастя. Однак забути про те, що сталося, Тесс не може, тим більше, що вона народжує дитину від свого ґвалтівника. Хлопчик виявляється настільки слабким, що його життя висить на волосині, і мати вирішує негайно охрестити його, проте Джон Дарбейфілд не допускає до будинку священика, і Тесс проводить власний обряд хрещення. Немовля все ж таки вмирає, але священик відмовляє матері в християнському похованні її сина, і вона змушена поховати немовля поряд із самогубцями та п'яницями.
Після смерті сина Тесс вирішує розпочати нове життя. Вона вирушає на ферму на мизу Телботейс працювати дояркою. У дівчини з'являються нові знайомі та друзі, також вона знайомиться з Енджелом Клером. Цей юнак, син священика, вибрав професію фермера і вирішив на практиці ознайомитися з усіма галузями сільського господарства. Тесс згадує, що раніше бачила Енджела на святі у своєму рідному селі. У молодого містера Клера закохані Меріон, Ретті та Ізз — товарки дівчини, проте він надає знаки уваги Тесс. Під час перебування на мизі обидва розуміють, що відчувають одне до одного щось більше за звичайну симпатію. Енджел бачить у дівчині ідеал жінки — ніжної, чистої, щирої. Він пропонує Тесс стати його дружиною, але вона довго і наполегливо відмовляється, тому що боїться, що коханий дізнається таємницю про її минуле. Однак Тесс не може піти проти серця і дає згоду на пропозицію Енджела.
Після вінчання молодята їдуть до млина, де Енджел планує продовжити своє навчання. Тесс розповідає чоловікові всю правду про себе. Енджел вражений: він не може пробачити Тесс і пропонує їй деякий час пожити нарізно. Він залишає дружині деяку суму грошей, а сам їде до Бразилії, щоб розібратися в собі та у своїх почуттях.
Тесс повертається додому і, віддавши батькам ті гроші, які залишив їй чоловік, сама йде поденницею на ферму. Робота виснажує її та приносить копійки, тому Тесс йде до чоловікового батька, до якого Енджел радив їй звертатися в разі потреби. Однак вона не застає свекра вдома та повертається на ферму ні з чим. Дорогою вона зустрічає методистського священника, в якому впізнає свого ґвалтівника — Алека д'Ербервілля. Алек також упізнає Тесс, і забуті почуття спалахують у ньому знову. Дівчина не може уникнути наполегливого переслідування підступного лиходія. Він кидає проповідництво і просить Тесс стати його дружиною.
З Марлотта приходить звістка, що Джоан Дарбейфілд хвора. Тесс повертається додому. Мати одужує, проте батько вмирає через хворобу серця. Сім'я позбавляється даху над головою і опиняється на межі злиднів. Алек д'Ербервілль, дізнавшись про скрутне становище рідних Тесс, обіцяє, що якщо вона стане його дружиною, він забезпечить не тільки її, але й її сім'ю. Дівчина пише листа чоловікові, в якому благає його приїхати і позбавити від шлюбу з її ґвалтівником. Але відповіді на лист не надходить.
Тим часом Енджел, розібравшись у своїх почуттях і вибачивши Тесс, вирішує повернутися до Англії. Дізнавшись про останній лист дружини, він їде до Марлотта, але дізнається, що сім'я поїхала з цих місць. Йому вдається розшукати Джоан Дарбейфілд і та повідомляє йому, що Тесс живе у Сендборні. Енджел знаходить дружину і зустрічається з нею, проте та повідомляє йому, що змушена була повернутися до Алека і тепер уже нічого змінити не можна. Вражений Енджел іде, проте незабаром його наздоганяє Тесс. Вона розповідає йому, що не змогла більше терпіти своїх мук та вбила Алека. Разом вони ховаються від людей, блукають лісами, насолоджуються своїм щастям і не думають про майбутнє. Однак щастя не може бути вічним, і поліція наздоганяє дівчину. Перед прощанням Тесс просить чоловіка після її смерті одружитися з її молодшою сестрою, її живою подобою — Лізі Лу.
Тесс беруть під варту. Роман закінчується тим, що Енджел та його своячка спостерігають із сусіднього пагорба за тим, як над тюремною вежею піднімається чорний прапор і чиниться правосуддя над Тесс. Потім вони беруться за руки та йдуть далі.

## Символізм та теми
Тексти Гарді часто ілюструють «біль модернізму» (англ. ache of modernism), і ця тема присутня в «Тесс із роду Д'Ербервіллів», і, як зауважив критик Дейл Креймер, зображує «енергію традиційних шляхів і сили, що їх руйнують». Гарді описує сучасну сільськогосподарську техніку в інфернальному образі; також, у щоденнику, він зазначає, що молоко, яке посилають у місто, спочатку змішують із водою, тому що ті, хто проживає в місті, не можуть перетравити цільне молоко. Середньокласова гидливість Енджела змушує його відкинути Тесс, жінку, яку Гарді часто зображує, як свого роду Єву Вессексу, що перебуває в гармонії з природою. Коли він віддаляється від неї і вирушає до Бразилії, гарний юнак хворіє настільки, що перетворюється на «жовтий скелет» (англ. mere yellow skeleton). Всі ці приклади зазвичай інтерпретуються як негативні наслідки відокремлення людини від природи, як створення руйнівних механізмів, так і нездатність насолоджуватися чистою природою. Проте критик-марксист Реймонд Вільямс в English Novel From Dickens to Lawrence сумнівається в тому, що проблеми головної героїні криються в індустріалізмі. Тесс не селянка, вона освічена учасниця робітничого класу: вона страждає від того, що її прагненню до хорошого життя (що включає кохання та секс) заважають, але перешкода не «індустріалізм», а місцева буржуазія (Алек), ліберальний ідеалізм (Енджел) і християнський моралізм у її сімейному маєтку (див. розділ 51).
Інша важлива тема, що порушується в романі, це подвійні стандарти сексу, жертвою яких стає Тесс; попри те, що вона, на думку Гарді, є по-справжньому гарною жінкою, після втрати цноти до шлюбу її зневажає суспільство. Гарді відіграє роль єдиного друго Тесс, багатозначно назвавши книгу «чиста жінка, правдиво зображена», і поставивши в епіграф слова Шекспіра з п'єси Два веронці: «О, бідне, поранене ім'я!.. Віднині ложем мої для тебе будуть груди доти, аж поки в тебе рани не зціляться». Проте Гарді явно критикує вікторіанські поняття про жіночу чистоту, подвійні стандарти також уможливлюють трагедію головної героїні, і спричиняють подальшу долю Тесс. Гарді різноманітно натякає, що Тесс повинна страждати на спокуту за помилки її предків, або щоб розважити богів, або вона має малий, але трагічний недолік, успадкований від давнього клану.
Завдяки численним неоязичницьким і необіблейським відсиланням до неї, Тесс часто розглядалася як богиня Землі або як принесена в жертву. Раніше в оповіді вона бере участь у фестивалі, присвяченому Церері, богині врожаю, і, проходячи хрещення, вона обирає уривок із Книги Буття замість традиційніших рядків із Нового Заповіту. Наприкінці, коли Тесс і Енджел приходять до Стоунгенджу, що за часів Гарді був язичницьким храмом, вона добровільно лягає на вівтар, здійснюючи свою долю людської жертви.
Цей символізм представляє Тесс, як персоніфікацію природи — прекрасну, плідну й експлуатовану — тоді, як тваринні образи у всьому творі посилює асоціацію. Прикладів багато: невдачі Тесс почалися, коли вона заснула, прямуючи на ринок на коні, що призвело до смерті коня; у Трантриджі вона доглядає птахів; вона та Енджел закохуються на тлі корів у родючій долині Фрум; і дорогою до Флінткомб-Ешу вона вбиває поранених фазанів, щоб покласти край їхнім стражданням. У будь-якій події Тесс виступає як символ не через загальну символіку, але тому що «почуття Гарді до Тесс були дуже сильними, можливо, навіть сильнішими, ніж до будь-яких ще винайдених ним персонажів».

## Адаптації

### Театр
1924 року Гарді написав сценарій і вибрав Гертруду Баґлер, дівчину з Дорчестера, що перебувала в групі Гравці Гарді, на роль Тесс у першій театральній адаптації роману. Гравці Гарді (реформовані 2005 року сестрою Гертруди, Норрі) були аматорською групою з Дорчестера, які розігрували дії романів. Гру Баглер оцінили дуже високо, але на сцену в Лондоні її не пустила дружина Гарді, Флоренс Даґдейл яка ревнувала її; Гарді сказав, що юна Гертруда була справжнім утіленням Тесс, якою він її уявляв. За роки до написання роману Гарді був натхненний красою її матері Августи Вей, тоді 18-річною дояркою, під час відвідин ферми батька Августи в Бокгемптоні. Гарді згадував її, коли писав роман. Коли Гарді побачив Баґлер (він був присутнія на репетиції Гравців Гарді в готелі, яку влаштували її батьки), він негайно впізнав її, як юний образ уже дорослішої Августи.
Роман більш ніж успішно адаптовано для постановки тричі.
- 1897 року п'єса, яку поставив, Бродвеї Лорімер Стоддард, стала тріумфом для виконавиці головної ролі Мінні Маддерн Фіск[en]. 1902 року постановку відновлено, а 1913 роуц Адольф Цукор зняв фільм, але копій не збереглося.
- 1946 року мала тріумф постановка Рональда Гоу на Вест Енді, в якій знялася Венді Гіллер.
- 2007 року вийшла рок-опера «Tess, The New Musical» зі словами, музикою та лібрето Анні Паскуа та Дженни Паскуа.
- 2010 року — нова рок-опера, також названа «Тесс». Музику, слова та лібретто знову написали Анні та Дженна Паскуа.
- 2012 року «Тесс із роду д'Ербервіллів» адаптовано для мюзиклу в Молодіжному музичному театрі[en] у Великій Британії для показу в літньому сезоні.

### Опера
1906 року вийшла італійська опереткова версія Фредеріка д'Ерлангера, вперше поставлена в Неаполі, але зірвана через виверження Везувію. Коли за 3 роки оперу поставили в Лондоні, 69-річний Гарді відвідав прем'єру.

### Екранізації
Роман екранізовано принаймні вісім разів (зокрема, три фільми для показу в кінотеатрах і чотири телевізійні постановки).

#### Фільми
- 1913 — «загублений» німий фільм. У головній ролі знялася Мінні Маддерн Фіск, у ролі Алека — Девід Торренс[11].
- 1924 — інша німа екранізація, знята за участю Бланш Світ (Тес), Стюарта Голмса (Алек) та Конрада Негела (Енджел)[12].
- 1979 — «Тесс», режисер Роман Полянський; у головній ролі — Настасья Кінскі. Алека зіграв Лі Ловсон[en], Енджела зіграв Пітер Ферт[en][13].
- 1996 — фільм Раджива Капура[en] Prem Granth[en]. Головні ролі зіграли Мадхурі Діксіт, Ріші Капур та Шамі Капур[en]. У прокаті фільм провалився.
- 2011 — «Красуня з нетрів», режисер Майкл Вінтерботтом[en]; у головній ролі — Фріда Пінто[14].

#### Телебачення
- 1952 рік: BBC TV випустила серіал, режисером якого став Майкл Гендерсон. У головних ролях знялися Барбара Джеффорд[en] (Тесс), Майкл Елдрідж[en] (Алек) та Дональд Екклз[en] (Енджел)[15].
- 1960 рік: ITV, ITV Play of the Week, серіал під назвою «Тесс». Режисером став Майкл Куррер-Бріґґз, у головних ролях знялися Джеральдін Мак-Еван (Тесс), Моріс Кауфман[en] (Алек) та Джеремі Бретт[en] (Енджел)[16].
- 1998 рік: London Weekend Television зняла тригодинний мінісеріал Tess of the D'Urbervilles, зрежисований Єном Шарпом. У головних ролях знялися Джастін Водделл[en] (Тесс), Джейсон Флемінг[en] (Алек) та Олівер Мілберн[en] (Енджел)[17].
- 2008 рік: чотиригодинна адаптація[en] каналу BBC, сценарій для якої писав Девід Нікколс, показана у Великій Британії у вересні та жовтні 2008 року (у чотирьох частинах),[18] та в США на каналі PBS у передачі Mastrepiece Classic у січні 2009 (у двох частинах)[19]. Акторський склад включав Джемму Артертон (Тесс), Ганса Метісона[en] (Алек), Едді Редмейна (Енджел), Рут Джонс[en] (Джоан), Анну Мессі[en] (місіс д'Ербервілль) та Кеннета Кранема (преподобний Джеймс Клер)[20][21].

#### Музика
2015 рік: на основі книги написано пісню «Tess-Timony» гурту Ice Nine Kills. Вона входить до альбому «Every Trick in the Book», де кожну пісню написано на основі літературного твору.